# Handball-Oberliga Sachsen 1999/2000
Die Handball-Oberliga Sachsen 1999/2000 wurde unter dem Dach des Handball-Verbandes Sachsen (HVS) organisiert und war die höchste Spielklasse des Landesverbandes Sachsen. Die Oberliga Sachsen war nach der Bundesliga, der 2. Bundesliga und der Handball-Regionalliga eine der vierthöchsten Spielklassen im deutschen Handball.

## Saisonverlauf
Die Oberliga Sachsen 1999/00 war die neunte Ausspielung der Handball-Oberligasaison. Meister wurde der HC Einheit Plauen, der sich damit auch für die Regionalliga Mitte 2000/01 qualifizierte. Sachsenmeister und Aufsteiger bei den Frauen war der USV TU Dresden.

### Modus
Es wurde eine Hin- und Rückrunde gespielt. Nach Abschluss der daraus resultierenden Spieltage stieg der Sachsenmeister in die Regionalliga Süd auf, während die letzten vier Mannschaften in die Verbandsligen absteigen mussten. Der Modus war für Männer und Frauen gleich.

## Teilnehmer und Platzierungen
Nicht mehr dabei waren Auf- und Absteiger der Vorsaison. Neu hinzu kamen die Absteiger (A) aus der Regionalliga Süd und die Aufsteiger (N) aus der Verbandsligen. 

### Männer
 1. HC Einheit Plauen
- 2. HSV Dresden
- 3. SV 04 Plauen-Oberlosa
- 4. HSV Glauchau
- 5. EHV Aue II
- 6. OSC Löbau
- 7. USV TU Dresden
- 8. SV Lok Leipzig-Mitte
- 9. SSV Chemnitz-Rottluff
- 10. SHV Oschatz (N)

 11. HSG Freiberg II (N)

 12. SG LVB Leipzig II
- 13. SC Motor Meerane

 14. SSV Stahl Rietschen

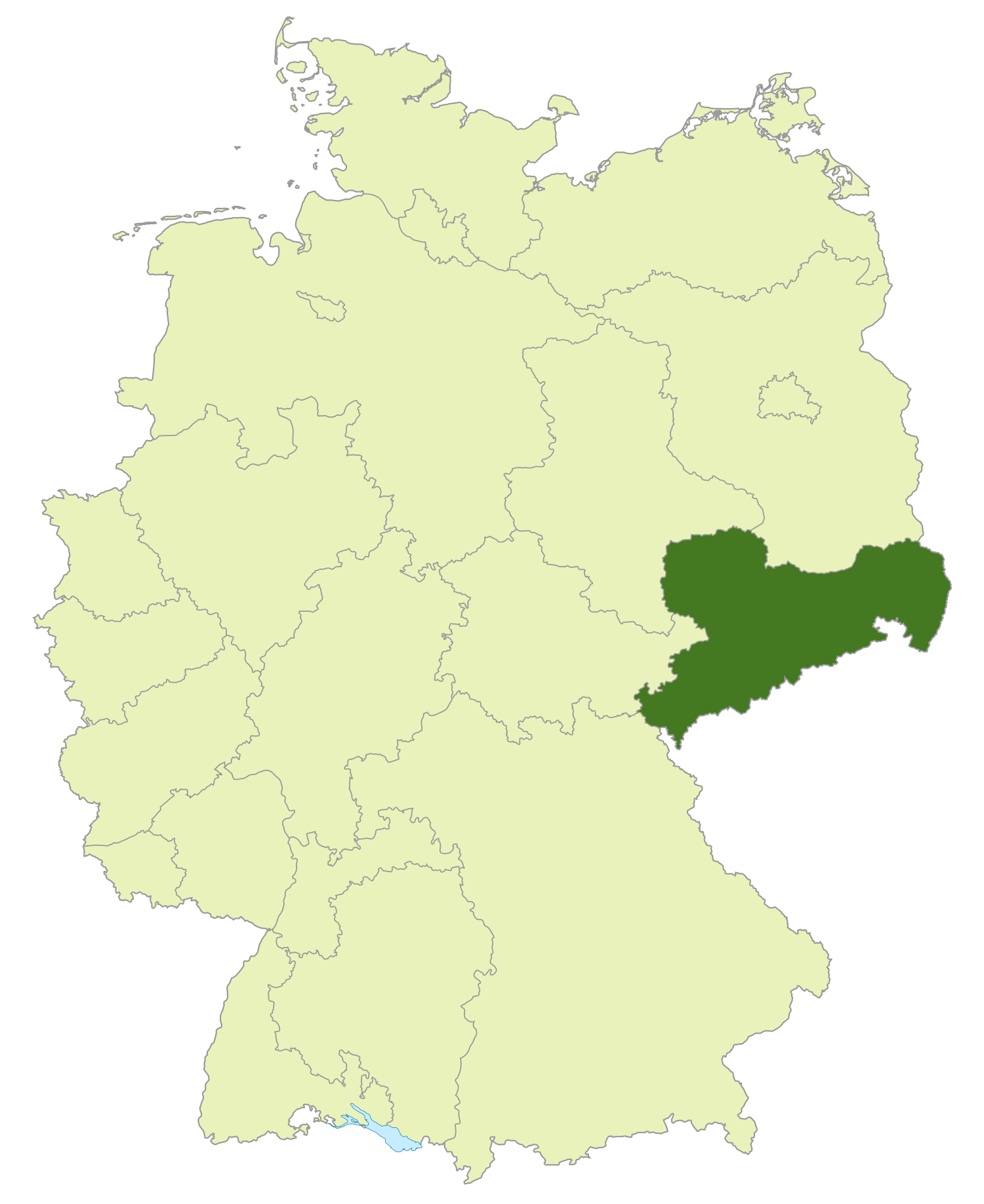
Bereich „Handball-Verband Sachsen“ (grün)

(A) = Absteiger aus der Regionalliga Süd (N) = neu in der Liga

 Sachsenmeister und Aufsteiger zur Regionalliga Mitte 2000/01
- Für die Oberliga  2000/01 qualifiziert

 Absteiger in die Verbandsliga
- OSC Löbau fortan OHV Löbau
- SC Motor Meerane fortan SHC Meerane
- USV TU Dresden und ESV Dresden bilden Spielgemeinschaft HSG USV/ESV Dresden

### Frauen
- Der HSC Zwickau wurde Sachsenmeister und hat sich für die Regionalliga Mitte 2000/01 der Frauen qualifiziert.